# 의상철학

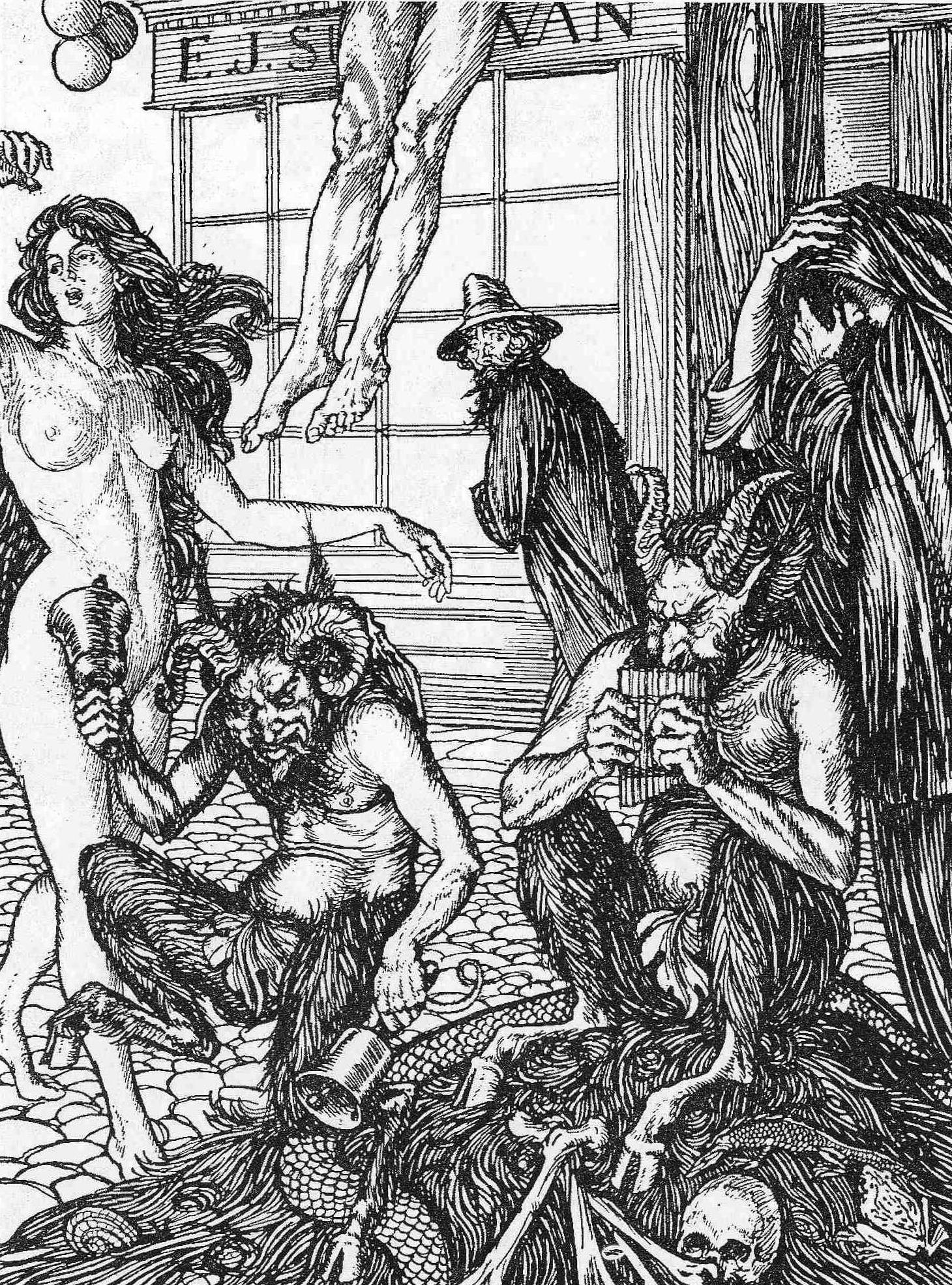

《의상철학》(衣裳哲學, Sartor Resartus)은 토머스 칼라일의 주저이다. 처음 잡지에 발표했으나 영국에서는 인정받지 못하고 에머슨의 추천을 받아 미국에서 출판된 것은 1836년, 영국판의 출판은 1838년. 표제의 라틴어 '사르토르 레사르투스'라는 말은 '다시 고쳐진 재봉집'의 뜻으로 '토이펠스드레크씨의 생활과 의견'이 보여주듯 가공(假空)의 독일인 대학교수의 의상철학을 저자가 다시 깁는 형식으로 칼라일 자신의 사상을 말하고 내면적 자서전을 시도한 것이다.
지상의 모든 사상(事象)을 의복으로 비유하여 설명하려는 시도는 조너선 스위프트의 <통 이야기> 등에서 암시한 방식에 따른 듯한데 당시의 영국 공리주의적인 시대 정신을 '악마(독일어로 Teufel)'로 간주하고 그 찌꺼기(독일어로 Dreck)라고도 할 만한 반시대적 철인 토이펠스드레크로 하여금 말하게 한 형식은 참으로 기발하다. 칼라일은 영국의 '성대한 상업'과 '귀중한 헌법'이 오히려 사상의 자유로운 비약을 방해한다고 하여 독일의 '순수정신철학'을 높이 평가하고 공리적 쾌락주의에 해독을 입은 자아를 초월하여 '영원의 긍정(肯定)'의 자각에서 참된 자아에 눈을 떠야 한다고 주장한다.
또 영감을 받은 위대한 창조자를 숭배하고 이에 복종할 수 있는 것이야말로 참으로 자유를 향수하는 것이라고 주장한다. 이러한 관념론적·반속중적(反俗衆的) 철학이 오히려 당시의 영국에서는 경세적인 힘을 가질 수 있었다.

## 자연은 신성의 외적 표상
칼라일은 자연을 단순히 물리적 현상으로 보지 않고 신성의 "외적 상징"으로 보았으며 그 안에 감추어진 영적 메시지가 있다고 하였다.  
'눈에 보이는 모든 것은 상징이다.  우리가 보는 것은 그 자체로 존재하는 것이 아니라 상징적인 의미를 지닌 것이다'
그는 자연을 신의 내면을 가리는 '신의 의상'이라고 표현하며 단순한 물질이 아니라, 신성한 존재의 외적 표현이라는 의미로 말하였다. 
자연은 보이지 않는 신성한 세계와 인간을 연결하는 상징이며, 우리가 보는 모든 것은 결국 더 깊은 영적 실재의 반영이다라고 주장하였다. 